# Carlos Alvarenga
Carlos Edgar Alvarenga Alderete (Hernandarias, Alto Paraná, 23 de septiembre de 1982) es un futbolista paraguayo. Juega de defensa central.

## Selección nacional
Jugó por la selección Sub-23 de fútbol de Paraguay en el Torneo Preolímpico Sudamericano Sub-23 de 2004, con la que obtuvo la medalla de plata.

## Clubes
| Club                   | País     | Año       |
| ---------------------- | -------- | --------- |
| Sportivo Luqueño       | Paraguay | 2004-2005 |
| 12 de Octubre          | Paraguay | 2005      |
| Universitario de Sucre | Bolivia  | 2006-2007 |
| San José               | Bolivia  | 2008      |
| Sol de América         | Paraguay | 2009      |
| Sport Huancayo         | Perú     | 2009-2010 |

## Palmarés

### Copas internacionales
| Título           | Equipo *            | País     | Año  |
| ---------------- | ------------------- | -------- | ---- |
| Medalla de plata | Selección Paraguaya | Paraguay | 2004 |